# ピエーヴェ・トリーナ
ピエーヴェ・トリーナ（伊: Pieve Torina）は、イタリア共和国マルケ州マチェラータ県にある、人口約1,200人の基礎自治体（コムーネ）。

## 地理

### 位置・広がり
マチェラータ県のコムーネ。県都マチェラータから南西へ44kmの距離にある。

#### 隣接コムーネ
隣接するコムーネは以下の通り。
- モンテ・カヴァッロ
- ムッチャ
- セッラヴァッレ・ディ・キエンティ
- ウッシタ
- ヴァルフォルナーチェ
- ヴィッソ

### 気候分類・地震分類
ピエーヴェ・トリーナにおけるイタリアの気候分類 (it) および度日は、zona E, 2189 GGである。
また、イタリアの地震リスク階級 (it) では、zona 1 (sismicità alta) に分類される。

## 行政

### 分離集落
ピエーヴェ・トリーナには、以下の分離集落（フラツィオーネ）がある。
- Accatti, Antico, Appennino, Capecchiara, Capodacqua, Capriglia, Casavecchia Alta, Fiume, Giulo, Le Rote, Lucciano, Pie' Casavecchia, Piecollina, Seggiole, Tazza, Torricchio, Vari, Villanova